# Epilobium palatinum
Epilobium palatinum är en dunörtsväxtart som beskrevs av F. Schultz. Epilobium palatinum ingår i släktet dunörter, och familjen dunörtsväxter. Inga underarter finns listade i Catalogue of Life.